# Trójkąt Trzech Cesarzy

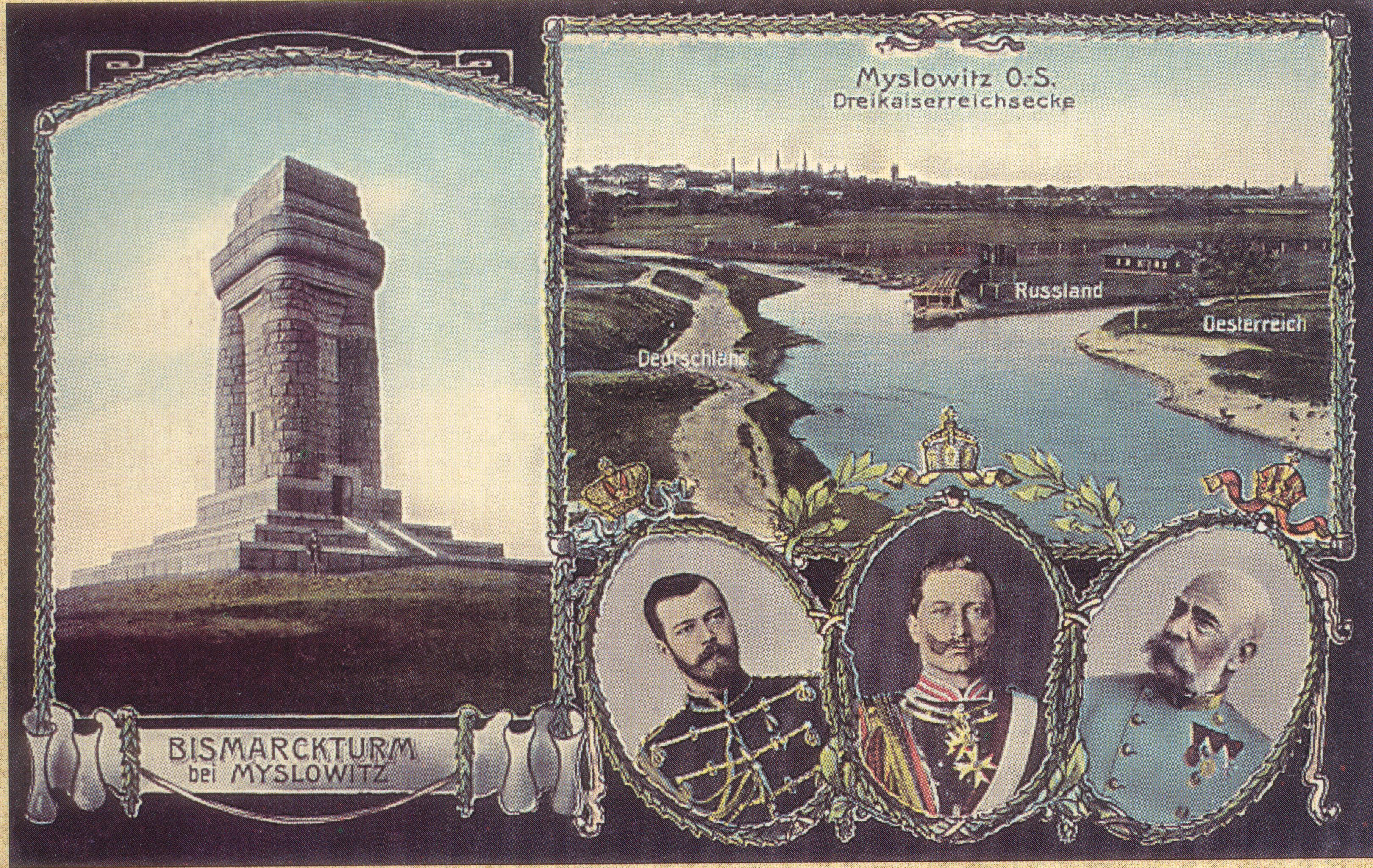
Wieża Bismarcka w Mysłowicach i Zakątek Trzech Cesarzy na starej pocztówce. Portret cesarza niemieckiego pośrodku. Pozostali pokazani w sposób uniżony

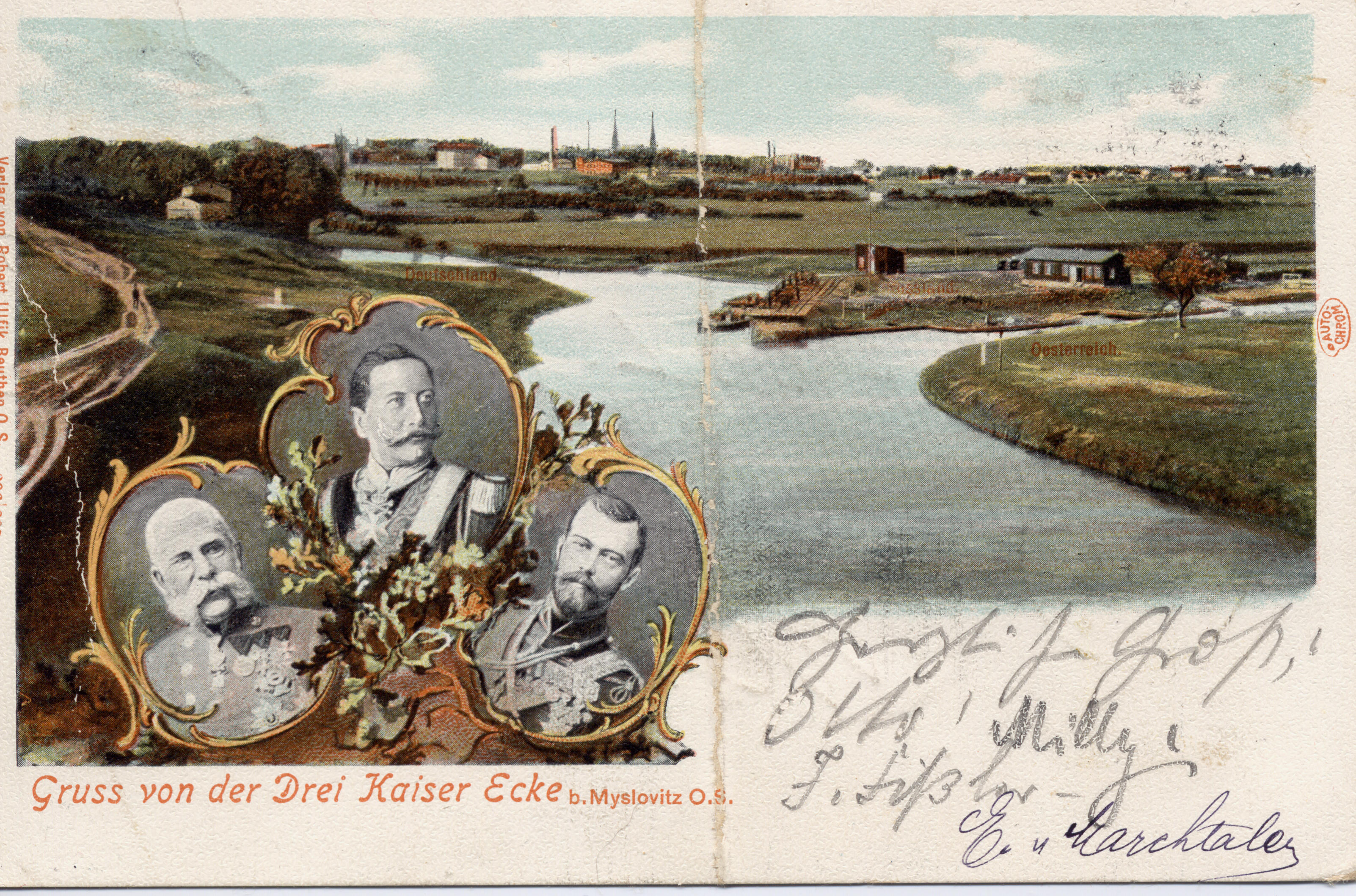
Niemiecka pocztówka z 1902 r., przedstawiająca Zakątek Trzech Cesarzy. Portret cesarza niemieckiego dominuje nad pozostałymi.

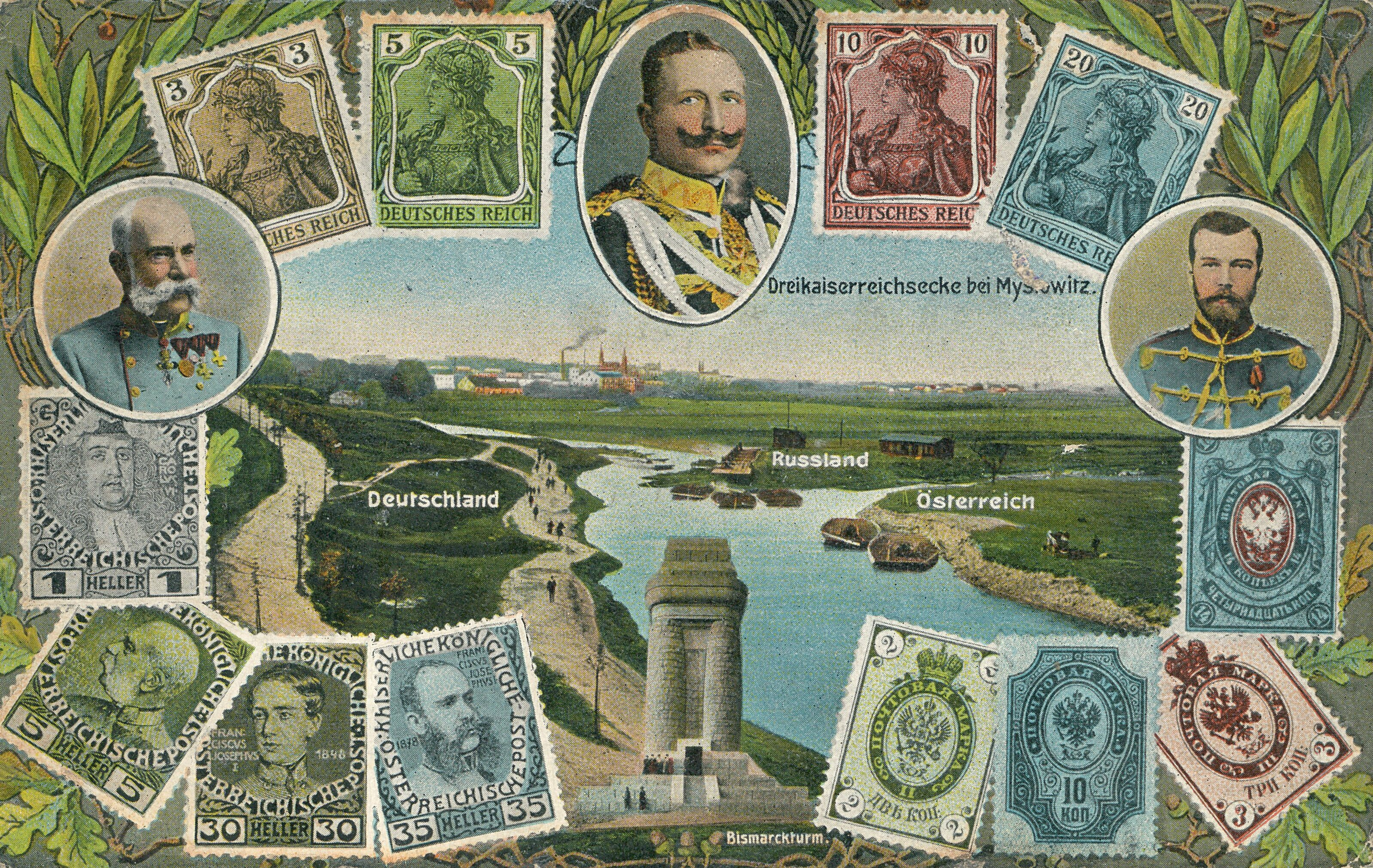
Pocztówka przedstawiająca Trójkąt i wieżę Bismarcka. Cesarz niemiecki na honorowym miejscu otoczony znaczkami tego kraju. Na mniej znaczących pozycjach pozostali cesarze, poniżej których są znaczki z ich krajów

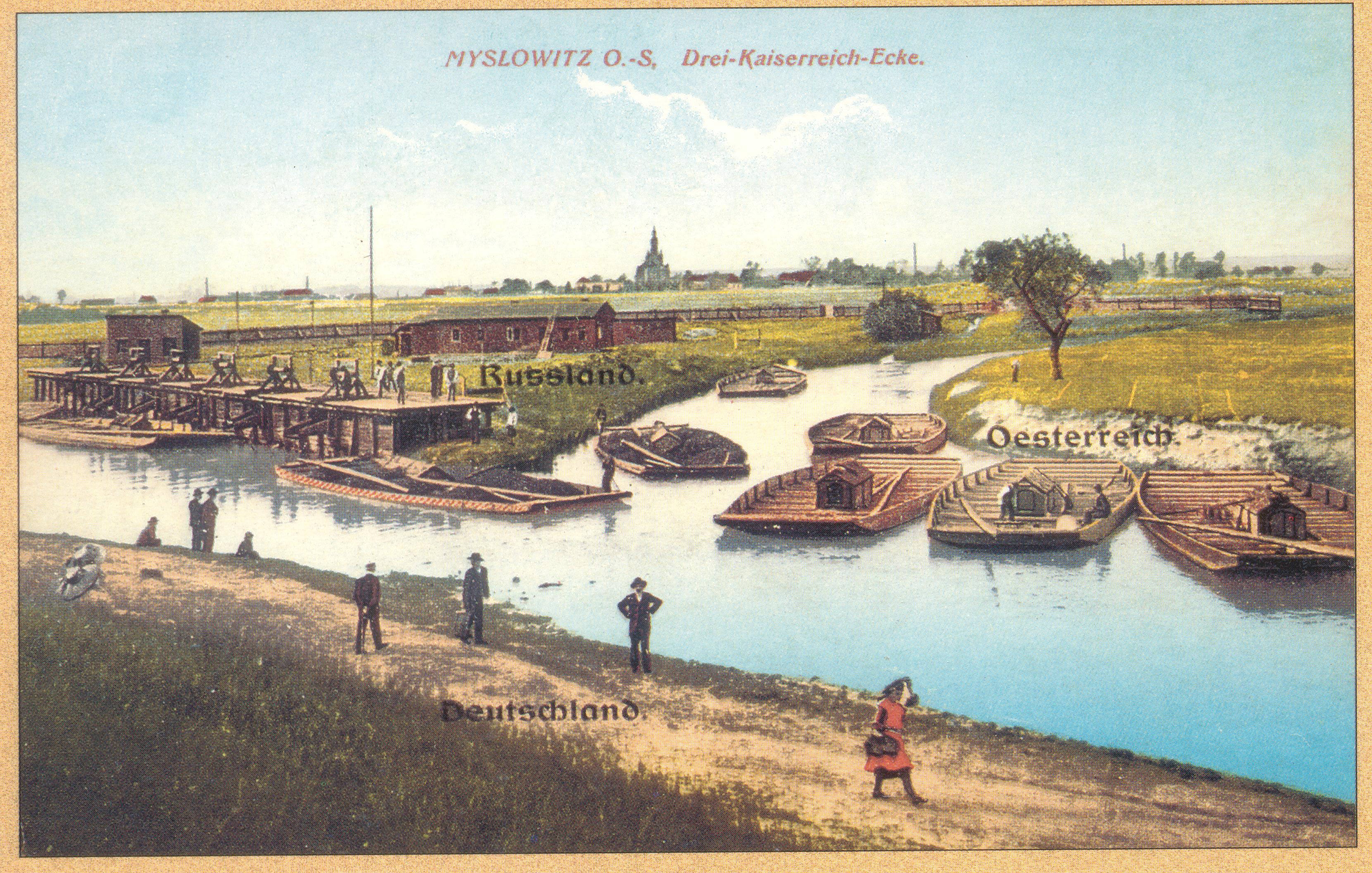
Pocztówka przedstawiająca Zakątek Trzech Cesarzy – Port węglowy na Niwce i galary rzeczne.

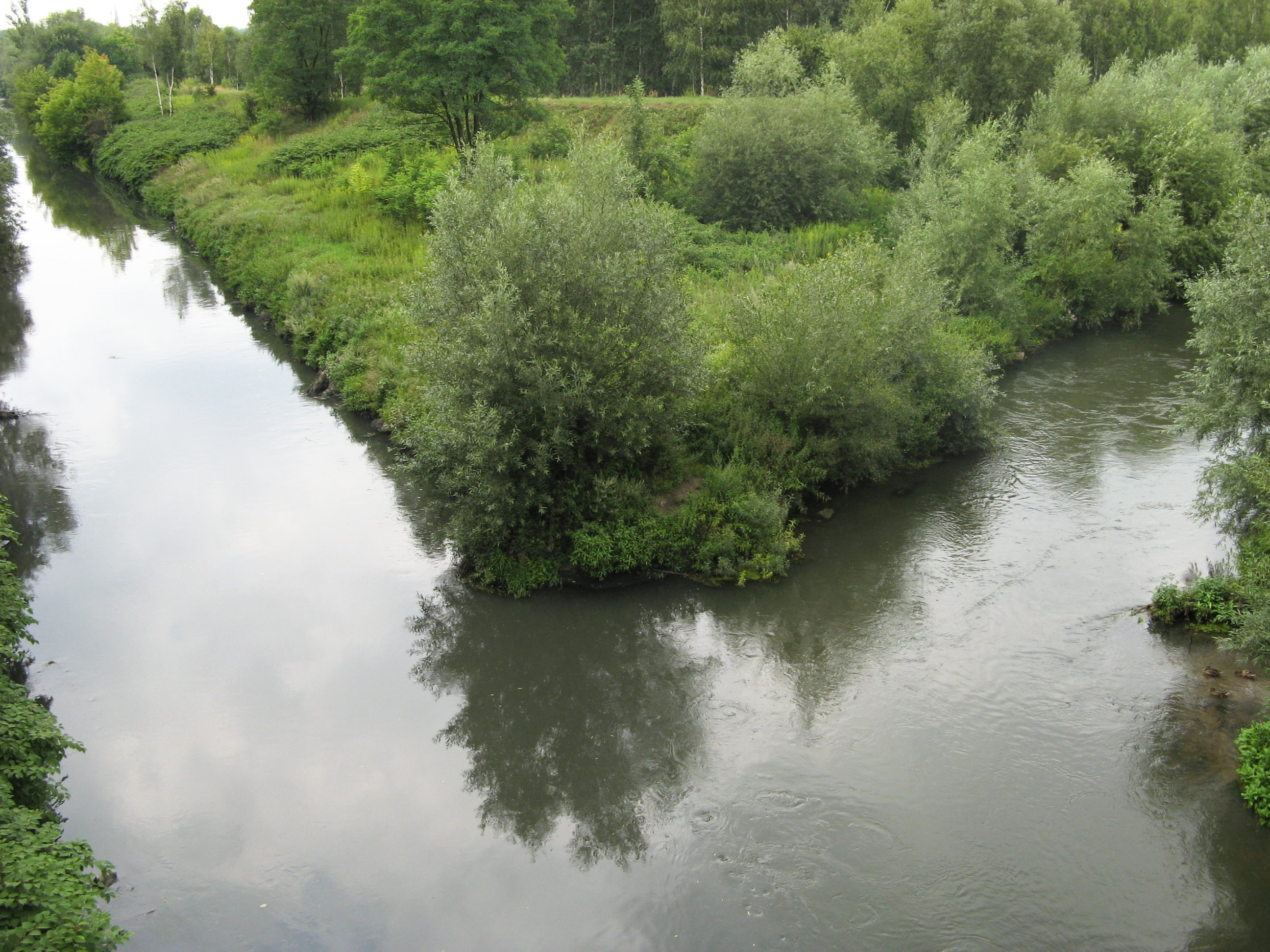
Dawny Dreikaisereck w 2007 r.

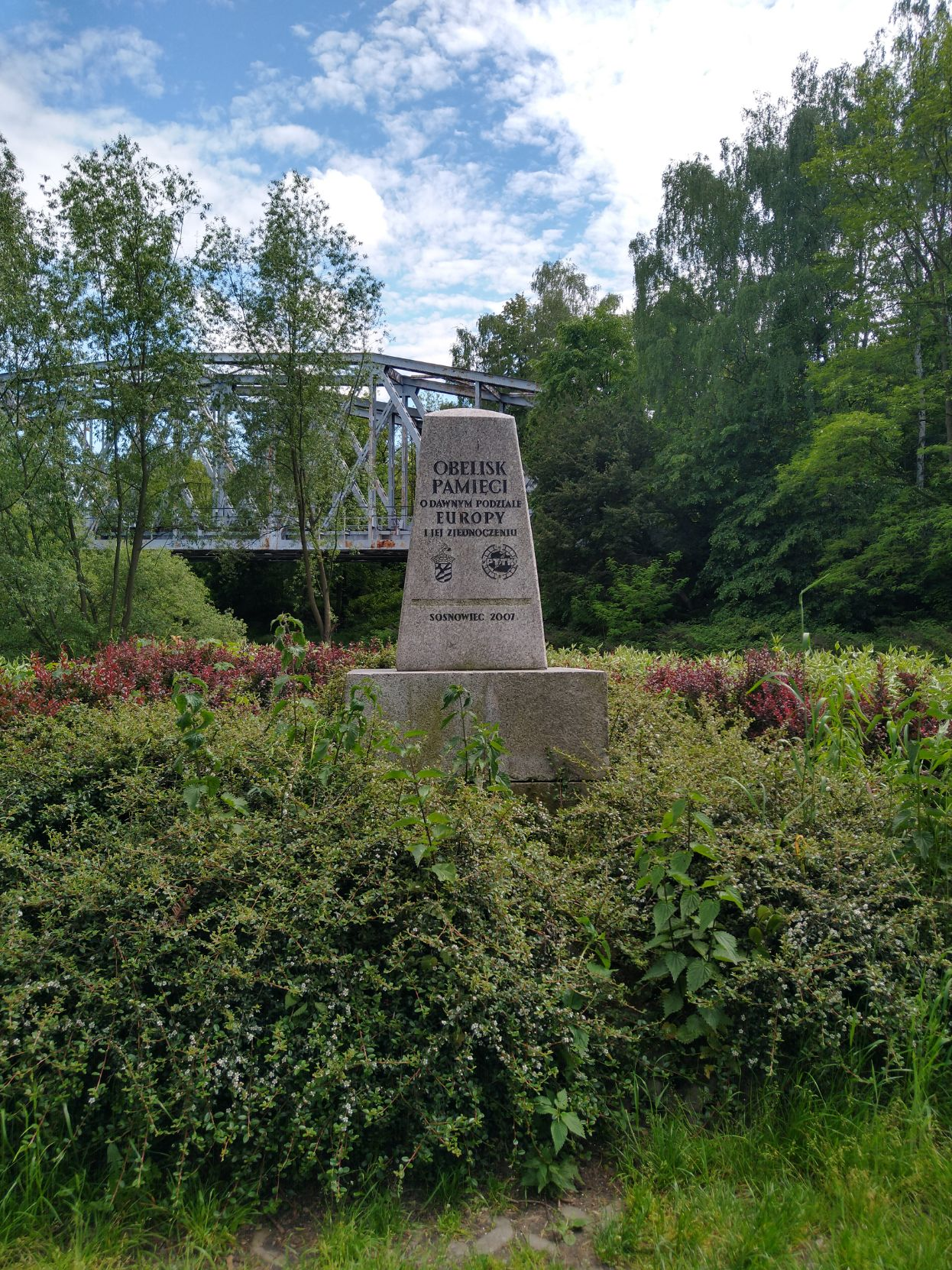
Eka Trzech Cysorzy – obelisk

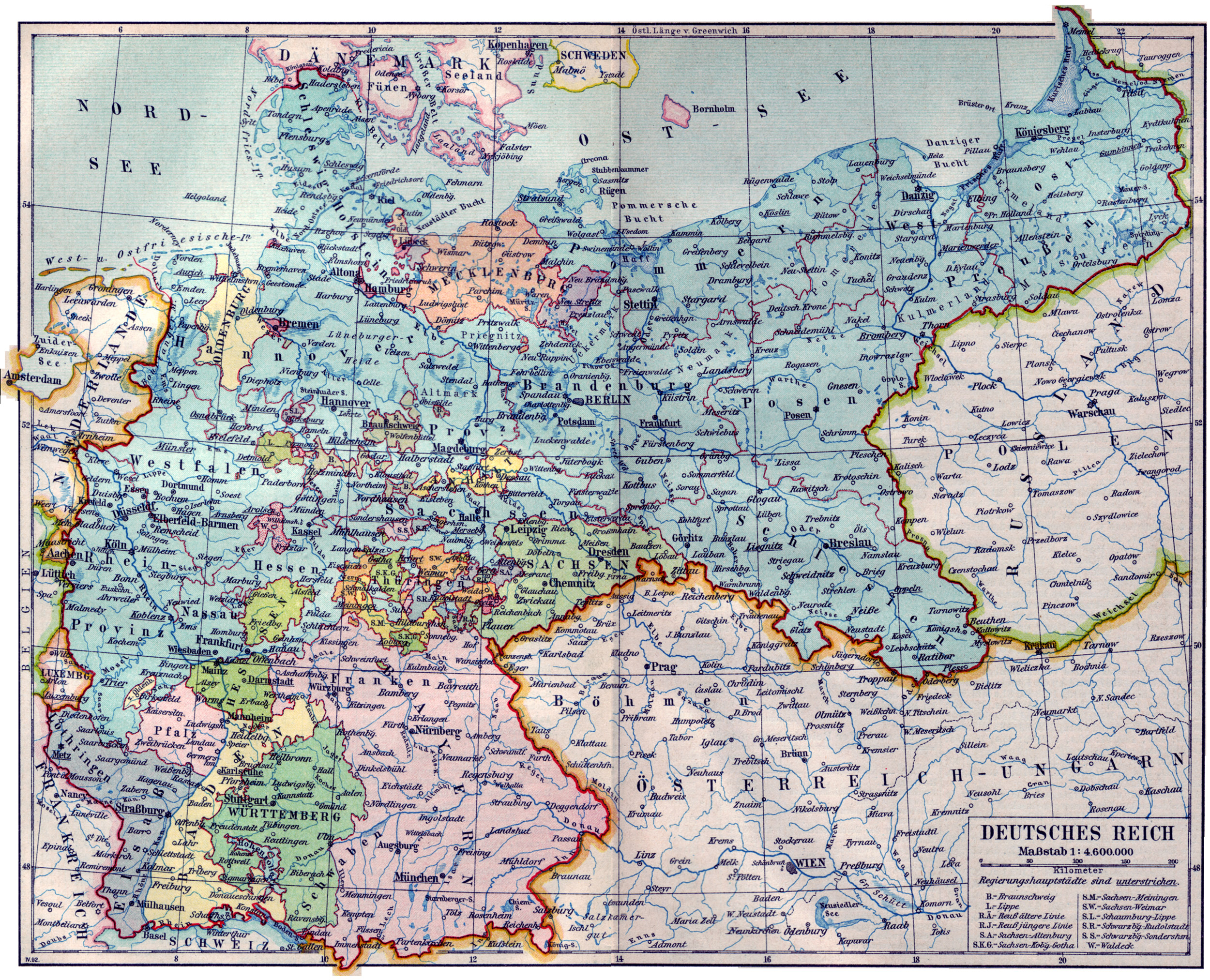
Dreikaisereck na mapie Deutsches Reich z 1892 r.

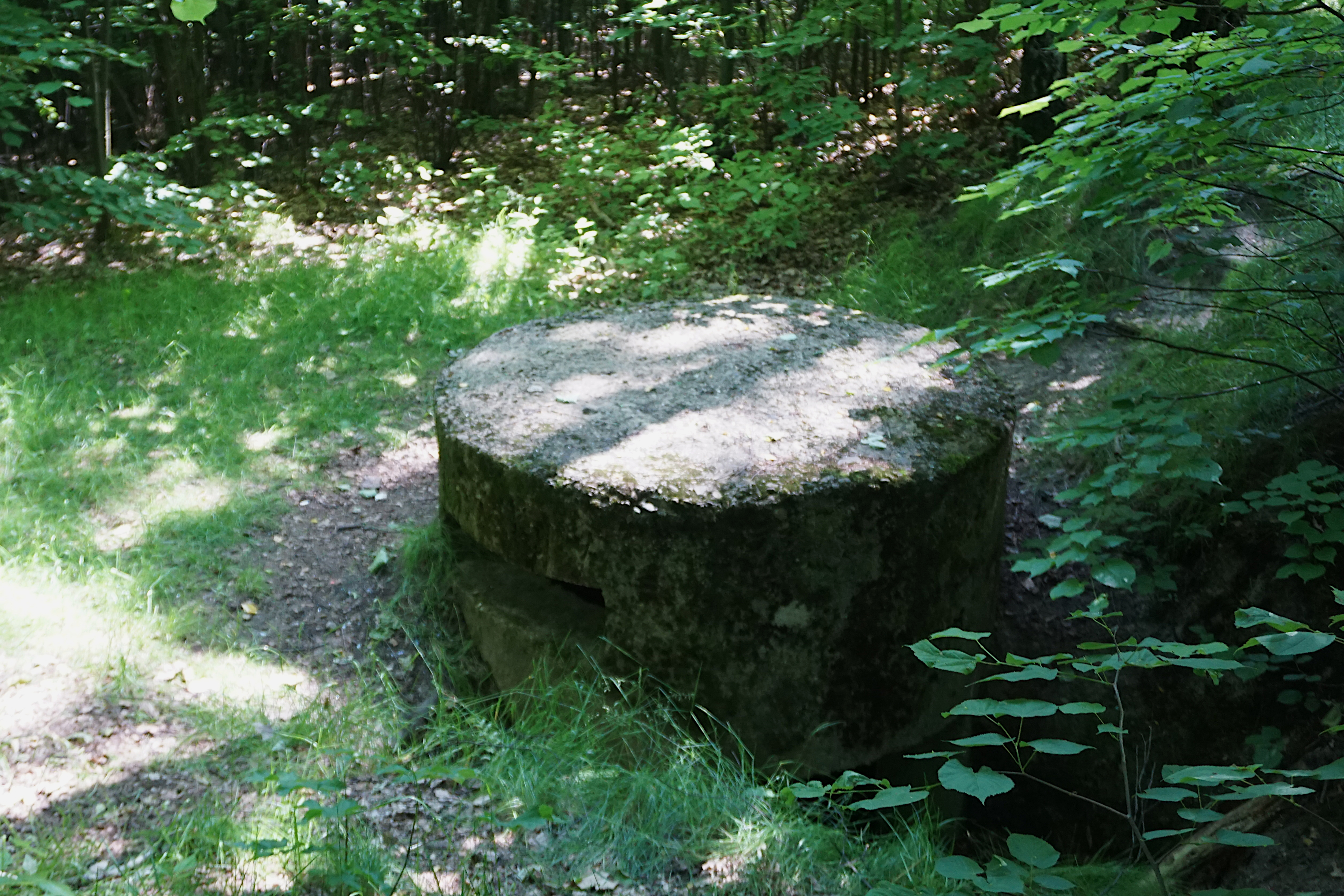
Jeden ze schronów niemieckich Linii b2-Stellung znajdujących się w lesie nad Zakątkiem Trzech Cesarzy po stronie Mysłowic.

Zakątek Trzech Cesarzy inaczej Kąt Trzech Cesarzy bądź Zakątek Trzech Cesarstw (niem. Dreikaisereck, niem. Dreikaiserreichsecke, ros. Угол трёх императоров, ros. Угол трёх империй) (powszechnie, choć błędnie zwany w polszczyźnie Trójkąt Trzech Cesarzy) – określenie miejsca, gdzie w latach 1846 (1795)–1915 zbiegały się granice trzech (dwóch w okresie Neu Schlesien i lat 1915–1918) europejskich cesarstw, mocarstw rozbiorczych polskiej monarchii: Królestwa Prus (od 1871 Cesarstwa Niemieckiego), Cesarstwa Austrii (później Cesarstwa i Królestwa Austro-Węgier) i Imperium Rosyjskiego. Punkt jest dawnym trójstykiem trzech cesarstw.

## Historia
Pierwsze ważniejsze zmiany graniczne w tym obszarze pojawiły się w 1742 r., gdy w wyniku wojny prusko-austriackiej znacznie większa część Śląska z Austrii przeszła na rzecz Prus, można rzec zabór Śląska przez Prusy na Austrii. Wtedy Czarna Przemsza stała się granicą oddzielającą Prusy od Księstwa Siewierskiego, które było lennem Polski. Od 1790 r., po połączeniu księstwa z innymi ziemiami polskimi, była to granica z Rzecząpospolitą Polską. Modyfikacja tego stanu nastąpiła podczas III rozbioru Polski, gdzie cały teren znalazł się w Królestwie Prus, a granice trzech mocarstw w latach 1795–1807, czyli od III rozbioru Polski do powstania tzw. Księstwa Warszawskiego, zbiegały się w rejonie miasta Niemirów, by ostatecznie ukształtować się na Czarnej Przemszy w 1807 r. podczas pokoju w Tylży. W 1809 r. na mocy pokoju w Schönbrunn do Księstwa Warszawskiego przyłączony został obszar Rzeczypospolitej przyłączony przez Cesarstwo Austrii w 1795 r.
W latach 1815–1831, po Kongresie Wiedeńskim, zbiegały się tam rubieże: Królestwa Polskiego będącego częścią Cesarstwa Rosyjskiego, Królestwa Prus oraz Rzeczypospolitej Krakowskiej pod protektoratem trzech zaborców. W latach 1831–1846 po włączeniu Królestwa Polskiego do Rosji jako autonomicznej prowincji, był to trójstyk granic Rosji, Prus i Rzeczypospolitej Krakowskiej. Następnie, po włączeniu tej ostatniej do Monarchii Habsburgów, w latach 1846–1871 zbiegały się tam granice pomiędzy Królestwem Prus, Cesarstwem Austriackim (od 1867 r. Austro-Węgrami) i Imperium Rosyjskim.
Nazwa Dreikaisereck powstała po 1871 r. gdy doszło do zjednoczenia Niemiec i to miejsce, pozostając nadal na granicy Królestwa Prus, stało się jednocześnie punktem granicznym Cesarstwa Niemieckiego. Linie graniczne biegły rzekami: Białą Przemszą, Czarną Przemszą oraz Przemszą.
Granica przestała istnieć w tym miejscu w 1915 r. po zajęciu tzw. kongresówki przez Niemcy i Austro-Węgry. Miejsce graniczne zniknęło w 1918 roku (a zasadniczo w 1922 r.), po powstaniu Rzeczypospolitej Polskiej. Jednak w latach 1922–1939 spotykały się tu granice trzech województw: śląskiego, krakowskiego i kieleckiego.
Obecnie to tereny miast: Mysłowice (dzielnice Brzęczkowice i Słupna) oraz Sosnowiec (dzielnice Modrzejów, Niwka i Jęzor). Gdyby spojrzeć na okres, kiedy określenie to miało zastosowanie, to ze strony niemieckiej miejscowościami granicznymi były: Brzęczkowice/Słupna, ze strony rosyjskiej Modrzejów, Niwka, a ze strony austriackiej Jęzor (wtedy osiedle należące do Jaworzna). To ostatnie miejsce wchodziło w skład Wielkiego Księstwa Krakowskiego, wcześniej było wsią należącą do Rzeczypospolitej Krakowskiej, do dystryktu jaworznickiego, później powiatu chrzanowskiego. W 1953 r. decyzją PZPR Jęzor przeniesiono administracyjnie do Sosnowca. Stąd też tereny dawnego styku trzech imperiów leżą dziś w granicach dwóch miast.
Często błędnie z Zakątkiem Trzech Cesarzy utożsamiany jest teren, którego południowy wierzchołek znajduje się obecnie w granicach Sosnowca (wówczas Modrzejowa) o kształcie trójkąta.

## Nazwa i polski błąd
Nazwa Trójkąt jest błędnie zrobioną kalką językową z języka niemieckiego. Nazwa oryginalna brzmiała Drei Kaiser Ecke / Dreikaiserreichsecke, co w tłumaczeniu oznacza Zakątek Trzech Cesarzy / Trzech Cesarstw bądź Kąt. Ktoś z Polaków źle przyjął nazwę robiąc skrót myślowy od Drei Kaiser Ecke do Dreieck, w języku niemieckim oznaczający trójkąt.
Toponim wziął się od podziału terenu, gdzie widły utworzone przez rzeki dzielą obszar graniczny na trzy części. Oznaczał miejsce zbiegania się rzek, w którym Biała Przemsza łączy się z Czarną Przemszą (od tego miejsca rzeka przybiera po prostu nazwę Przemsza) i tym samym zbiegały się granice trzech imperiów. Nazwa przyjęła się po 1873 r., po spotkaniu i konwencji między Cesarzem i Królem Austrii i Węgier Franciszka Józefa I z Cesarzem Wszechrusi Aleksandrem II do której dołączył Cesarz Niemiecki i Król Prus Wilhelm I. Porozumienie zawarte stało się podstawą do utworzenia Sojuszu Trzech Cesarzy co przełożyło się na nazwę Zakątka. Określenie Eck jest popularną częścią niemieckich toponimów np. Friedeck, Landeck.
Przed tą datą miejsce nazywano Drei Länder Ecke co tłumacząc z j. niemieckiego oznacza Kąt Trzech Krajów. Ponadto w języku niemieckim słowo Dreiländereck oznacza trójstyk. Popularne były wycieczki z terenów niemieckich w to miejsce, istniały foldery przedstawiające bliskość Rosji, państwa rozległego od Niwki względnie Modrzejowa do Port Artur, bądź Anadyrska.

## Turystyka
Do czasu zakończenia I wojny światowej miejsce było znane niemal w całej Europie. Jak pisały ówczesne gazety, tygodniowo odwiedzało je od 3 do 8 tysięcy turystów. Po rzece pływały dwa niewielkie parostatki wycieczkowe, można było podziwiać widoki z wieży Bismarcka znajdującej się w Mysłowicach-Słupeckiej Górce (wybudowanej w 1907 r., zburzonej ostatecznie w 1937 na podstawie decyzji wojewody śląskiego Michała Grażyńskiego), a nawet zrobić zakupy w przygranicznych kramach. Szczególną atrakcją była wyprawa przez mosty graniczne. Miejsce zyskało popularność dzięki różnicom kulturowym i gospodarczym, widocznym tuż po przekroczeniu granic.
Od końca II wojny światowej miejsce zaczęło popadać w zapomnienie. W dzień po wejściu Polski do Unii Europejskiej 2 maja 2004 na terenie „Trójkąta” odbyło się spotkanie prezydentów: Jaworzna, Sosnowca i Mysłowic. W tym dniu po mysłowickiej stronie „Trójkąta” zamontowano tablice z błędnym merytorycznie napisem:
W miejscu, w którym niegdyś stykały się granice trzech zaborów dzisiaj świętujemy wstąpienie Polski do Unii Europejskiej i jesteśmy dumni, że wspólnie budujemy Europę bez granic.
30 kwietnia 2013 w tzw. Trójkącie Trzech Cesarzy w Mysłowicach z inicjatywy i środków stowarzyszenia Ślōnskij Ferajny zmieniono płytę z napisem informującym, że w tym miejscu stykały się dawniej granice trzech państw. W poprzednim napisie było: „granice trzech zaborów”. Płytę zmieniono ze względu na status Śląska w trakcie zaborów, kiedy wchodził w skład dwóch państw niemieckich, choć rzeczone miejsce dotyczy części Cesarstwa Niemieckiego.
9 listopada 2007, z okazji zbliżającego się Narodowego Święta Niepodległości, został odsłonięty pamiątkowy, niski obelisk, pomnik na terenie sosnowieckiej części „trójkąta”. Do jego budowy użyto jednej z granitowych płyt dawnego, zdemontowanego Pomnika Wdzięczności Armii Czerwonej z Sosnowca. Obelisk powstał przy współpracy władz Miasta Sosnowiec oraz Polskiego Towarzystwa Turystyczno-Krajoznawczego. Znajduje się na nim inskrypcja:
Obelisk Pamięci o dawnym podziale Europy i jej zjednoczeniu.
Wtedy też powstały pierwsze plany rewitalizacji i upamiętnienia Zakątka Trzech Cesarzy, przygotowane przez PTTK Oddział w Sosnowcu. W 2017 r. na terenie między rzekami, od strony Sosnowca powstała niewielka infrastruktura turystyczna: altana, stojaki na rowery, ławki, kosze, palenisko. Do końca 2018 roku od ul. Żeglarskiej do Zakątka planowane jest utworzenie drogi asfaltowej w formie ciągu pieszo-jezdnego i wykonanie oświetlenia ulicznego lampami LED.
Urząd Miasta Mysłowice wraz z władzami Muzeum Miasta Mysłowice przygotowują program rewitalizacji tego terenu. Na starym, nieczynnym moście kolejowym powstać ma platforma widokowa, a dookoła całego terenu ścieżki rowerowe. Wybudowane zostanie też centrum historyczne upamiętniające historię tegoż miejsca. W pierwszej edycji Budżetu Obywatelskiego miasta Mysłowice w 2016 r. zwyciężył projekt rewitalizacji Trójkąta.
Symbol styku rzek i obecnie dwóch miast województwa śląskiego występuje zarówno we fladze Sosnowca, jak i herbie tego miasta.
Od strony Mysłowic do Zakątka prowadzi czerwony pieszy szlak turystyczny im. Jana Kantora Mirskiego, który ma początek w katowickiej dzielnicy Giszowiec. W pobliżu przebiega również zielony szlak pieszy 25-lecia PTTK. 
Od strony Sosnowca i Jaworzna prowadzą szlaki i trasy rowerowe. 

## Połączenia komunikacyjne
Najbliższymi przystankami (500 m) obsługiwanymi przez komunikację publiczną są przystanki autobusowe Jęzor Południowy obsługiwane przez jedną linię Zarządu Transportu Metropolitalnego (ZTM). Najbliższy dostęp do miejsca upamiętnienia (1100 m) z obeliskiem zapewniają przystanki autobusowe Niwka Kościół obsługiwany przez 7 linii ZTM i 3 linie PKM Jaworzno.  W odległości 600 m znajduje się przystanek kolejowy Sosnowiec Jęzor Południowy obsługujące pociągi na trasie Katowice—Kraków przez Mysłowice. Najbliższy przystanek tramwajowy to Niwka Kościół (1200 m).
Od strony Mysłowic najbliższymi przystankiem komunikacji publicznej są przystanki autobusowe Brzęczkowice Słupna (900 m) obsługiwana przez 15 linii ZTM oraz stacja kolejowa Mysłowice (1400 m). Najbliższy przystanek tramwajowy to Mysłowice Dworzec PKP (1400 m). Od strony Mysłowic nie ma dostępu do cypla z obeliskiem. 
W bliskiej odległości prowadzi droga krajowa nr 74 (400 m) i droga ekspresowa S1 z węzłem Sosnowiec Jęzor.
Z Jaworzna poprowadzono w to miejsce trasę rowerową nr 476 (żółta).  Z Milowic i Śródmieścia Sosnowca został poprowadzony do tego miejsca Szlak Rowerowy Dawnego Pogranicza, którym zaczyna się w Parku Tysiąclecia i prowadzi w pobliżu Stawików i Doliny Pięciu Stawów. Na Zakątku wyznaczono także początek innej trasy: Szlaku Rowerowego Czarnego Morza prowadzący do Parku Kuronia w dzielnicy Kazimierz. Najbliższa stacja roweru metropolitalnego od strony Mysłowic to stacja nr  27266 w pobliżu stacji kolejowej Mysłowice (1300 m). Od strony Sosnowca najbliższą stacją roweru metropolitalnego jest stacja nr 27357 w pobliżu kościoła św. Jana Chrzciciela w dzielnicy Niwka (1100 m). 